# Заклопача (Гроцка)
Заклопача је насеље у Градској општини Гроцка у Граду Београду. Према попису из 2022. било је 2125 становника.

## Историја
Место се налази западно од Гроцке. Заклопача није одувек на данашњем месту. У селу има два селишта, и ту је, по предању, раније било село. На месту Ћелијама била је некада црква и ту и данас налазе немачки новац. Село је добило ово име, веле, по томе, што је са свих страна окружено брдима, „заклопљено“. На два километра североисточно од данашњег села било је прво насеље које се сада зове Селиште или Старо село. На томе месту се при орању налазили на остатке од посуђа, алата, накита итд. Са овога места село је премештено недалеко од данашње Заклопаче, западно, у Воћа, а због тога што су у Старом Селу били на удару Турцима, који су пролазећи друмом често навраћали у село. Са овога су места, како предање каже, пре скоро два века прешли да данашње место.
Први су дошли и село основали преци Максимовића, који су раније презивали Узберовићи; не зна се од куда су дошли. После њих су дошли из околине Рудника Пејаковићи. Веле да су отуда овде дошли због глади.
Заклопача је имала 1818.г. 67 кућа. a 1822.г. 75 кућа. По попису из 1921.г. село је имало 248 кућа са 1356 становника. (подаци крајем 1921. године).

## Демографија
У насељу Заклопача живи 1846 пунолетних становника, а просечна старост становништва износи 41,2 година (40,3 код мушкараца и 42,0 код жена). У насељу има 690 домаћинстава, а просечан број чланова по домаћинству је 3,26.
Ово насеље је у великим делом насељено Србима (према попису из 2022. године).
|  |

| Демографија | Демографија | Демографија |
| Година      | Становника  | Становника  |
| ----------- | ----------- | ----------- |
| 1948.       | 1.860       |             |
| 1953.       | 1.871       |             |
| 1961.       | 1.782       |             |
| 1971.       | 1.807       |             |
| 1981.       | 1.946       |             |
| 1991.       | 2.197       | 2.109       |
| 2002.       | 2.252       | 2.285       |
| 2011.       | 2.297       |             |
| 2022.       | 2.125       |             |

| Етнички састав према попису из 2002.‍ | Етнички састав према попису из 2002.‍ | Етнички састав према попису из 2002.‍ | Етнички састав према попису из 2002.‍ | Етнички састав према попису из 2002.‍ |
| ------------------------------------ | ------------------------------------ | ------------------------------------ | ------------------------------------ | ------------------------------------ |
|                                      |                                      |                                      |                                      |                                      |
| Срби                                 | Срби                                 |                                      | 2.200                                | 97,69%                               |
| Црногорци                            | Црногорци                            |                                      | 6                                    | 0,26%                                |
| Југословени                          | Југословени                          |                                      | 4                                    | 0,17%                                |
| Бугари                               | Бугари                               |                                      | 3                                    | 0,13%                                |
| Хрвати                               | Хрвати                               |                                      | 2                                    | 0,08%                                |
| Словенци                             | Словенци                             |                                      | 1                                    | 0,04%                                |
| Словаци                              | Словаци                              |                                      | 1                                    | 0,04%                                |
| Руси                                 | Руси                                 |                                      | 1                                    | 0,04%                                |
| Румуни                               | Румуни                               |                                      | 1                                    | 0,04%                                |
| Македонци                            | Македонци                            |                                      | 1                                    | 0,04%                                |
| Албанци                              | Албанци                              |                                      | 1                                    | 0,04%                                |
| непознато                            | непознато                            |                                      | 7                                    | 0,31%                                |

| Година пописа     | 1948. | 1953. | 1961. | 1971. | 1981. | 1991. | 2002. |
| ----------------- | ----- | ----- | ----- | ----- | ----- | ----- | ----- |
| Број домаћинстава | 391   | 393   | 434   | 473   | 501   | 630   | 690   |

| Број чланова      | 1   | 2   | 3   | 4   | 5  | 6  | 7  | 8 | 9 | 10 и више | Просек |
| ----------------- | --- | --- | --- | --- | -- | -- | -- | - | - | --------- | ------ |
| Број домаћинстава | 126 | 158 | 121 | 127 | 62 | 58 | 27 | 9 | 0 | 2         | 3,26   |

| Пол    | Укупно | Неожењен/Неудата | Ожењен/Удата | Удовац/Удовица | Разведен/Разведена | Непознато |
| ------ | ------ | ---------------- | ------------ | -------------- | ------------------ | --------- |
| Мушки  | 943    | 247              | 613          | 53             | 28                 | 2         |
| Женски | 977    | 190              | 603          | 148            | 35                 | 1         |
| УКУПНО | 1.920  | 437              | 1.216        | 201            | 63                 | 3         |

| Пол    | Укупно                    | Пољопривреда, лов и шумарство | Рибарство                            | Вађење руде и камена | Прерађивачка индустрија       |
| ------ | ------------------------- | ----------------------------- | ------------------------------------ | -------------------- | ----------------------------- |
| Мушки  | 481                       | 181                           | 0                                    | 0                    | 54                            |
| Женски | 342                       | 122                           | 0                                    | 0                    | 33                            |
| УКУПНО | 823                       | 303                           | 0                                    | 0                    | 87                            |
| Пол    | Производња и снабдевање   | Грађевинарство                | Трговина                             | Хотели и ресторани   | Саобраћај, складиштење и везе |
| Мушки  | 8                         | 28                            | 58                                   | 12                   | 86                            |
| Женски | 1                         | 5                             | 74                                   | 6                    | 9                             |
| УКУПНО | 9                         | 33                            | 132                                  | 18                   | 95                            |
| Пол    | Финансијско посредовање   | Некретнине                    | Државна управа и одбрана             | Образовање           | Здравствени и социјални рад   |
| Мушки  | 1                         | 14                            | 8                                    | 3                    | 21                            |
| Женски | 1                         | 5                             | 10                                   | 21                   | 47                            |
| УКУПНО | 2                         | 19                            | 18                                   | 24                   | 68                            |
| Пол    | Остале услужне активности | Приватна домаћинства          | Екстериторијалне организације и тела | Непознато            | Непознато                     |
| Мушки  | 6                         | 0                             | 0                                    | 1                    | 1                             |
| Женски | 4                         | 0                             | 0                                    | 4                    | 4                             |
| УКУПНО | 10                        | 0                             | 0                                    | 5                    | 5                             |